# 67. Pulski filmski festival
67. festival igranog filma u Puli je godišnji filmski festival održan u Puli, Hrvatska. 
Prethodno zakazan od 18. srpnja 2020. do 26. srpnja 2020. godine, 67. Pulski filmski festival odgadio se do početka rujna.

Film Tereza37 osvojio je nagrade: Velika zlatna arena za najbolji film, Zlatna arena za režiju i Zlatna arena za scenarij.

## Ocjenjivački sud
- Lina Kežić, novinarka  (predsjednica)
- Dana Budisavljević, montažerka
- Ksenija Marinković, glumica
- Vesna Mort
- Danko Vučinović, direktor fotografije

## Programi

### Hrvatski program
- Glas, Ognjen Sviličić
- Ideš? Idem!, Ljubo Zdjelarević
- Mare, Andrea Štaka
- Mater, Jure Pavlović
- Ribanje i ribarsko prigovaranje, Milan Trenc
- Tereza37, Danilo Šerbedžija

### Manjinske koprodukcije
- Agina kuća, Lendita Zeqiraj
- Bosonogi car, Jessica Woodworth i Peter Brosens
- Grudi, Marija Perović
- Ja sam Frenk, Metod Pevec
- Korporacija, Matej Nahtigal
- Ne zaboravi disati, Martin Turk
- Otac, Srdan Golubović
- Pijavice, Dragan Marinković
- Sin, Ines Tanović
- Svi protiv svih, Andrej Košak

## Nagrade

### Hrvatski program
- Velika zlatna arena za najbolji film : Tereza37, Danilo Šerbedžija
- Zlatna arena za režiju : Danilo Šerbedžija, Tereza37
- Zlatna arena za scenarij : Lana Barić, Tereza37
- Zlatna arena za najbolju glavnu žensku ulogu : Daria Lorenci, Mater
- Zlatna arena za najbolju glavnu mušku ulogu : Rade Šerbedžija, Ribanje i ribarsko prigovaranje
- Zlatna arena za najbolju sporednu žensku ulogu : Ivana Roščić, Tereza37
- Zlatna arena za najbolju sporednu mušku ulogu : Leon Lučev, Ribanje i ribarsko prigovaranje
- Zlatna arena za kameru : Jana Plećaš, Mater
- Zlatna arena za montažu : Dubravka Turić, Tereza37
- Zlatna arena za glazbu : Igor Paro, Ribanje i ribarsko prigovaranje
- Zlatna arena za scenografiju : Jana Plećaš, Mare
- Zlatna arena za kostimografiju : Sara Giancane i Valentina Vujović, Mare

### Manjinske koprodukcije
- Zlatna arena za najbolji film u manjinskoj koprodukciji : Agina kuća, Lendita Zeqiraj
- Zlatna arena za režiju u manjinskoj koprodukciji : Metod Pevec, Ja sam Frenk
- Zlatna arena za glumačko ostvarenje u manjinskoj koprodukciji : Goran Bogdan, Otac

## Više informacija
- Festival igranog filma u Puli

## Vanjske poveznice
- službeno mrežno mjesto